# Eintracht Duisburg
Eintracht Duisburg – niemiecki klub piłkarski, grający obecnie w Kreislidze B Niederrhein Gruppe 2 (odpowiednik dziesiątej ligi), mający siedzibę w mieście Duisburg, leżącym w Nadrenii Północnej-Westfalii.

## Historia
- 24.07.1964 - został założony jako Eintracht Duisburg 1848 (fuzja klubów TuS Duisburg 48/99 i Duisburger SpV)

## Sukcesy
- 4 sezony w Regionallidze West (2. poziom): 1964/65-1966/67 i 1968/69.
- Verbandsliga Niederrhein (3. poziom): 1968 (mistrz)